# Pandrosion
Pandrosion (altgriechisch Πανδροσίων Pandrosíōn laut der handschriftlichen Überlieferung) war eine griechische Mathematikerin der ersten Hälfte des 4. Jahrhunderts in Alexandria.
Sie wird von Pappos erwähnt und war seine Zeitgenossin. Pappos sah sie möglicherweise als Rivalin in der mathematischen Lehre und spielte ihre Fähigkeiten herunter. Seine Kritik in Buch 3 seiner Sammlung ist abfällig und pedantisch und steht in Zusammenhang mit einer neu von Pandrosion vorgeschlagenen Methode, Kubikwurzeln zu bestimmen. So belehrt er sie in sarkastischer Weise, sie solle erst einmal den Unterschied von Problem und Satz lernen, da einige ihrer ehemaligen Schüler diesen Unterschied bei ihr anscheinend noch nicht gelernt hätten, als sie anschließend seine Schüler wurden. Er bietet ihr herablassend auch selbst an, bei ihm Nachhilfe zu nehmen. Pappos fährt dann fort, eine Reihe von Problemen zu behandeln, die ihre ehemaligen Schüler ihm stellten. Einer schien ihm ein fähiger, aber fehlgeleiteter Mathematiker. Ein anderes Problem, das Pandrosion laut Pappos behandelte, war das arithmetische, geometrische und harmonische Mittel eines Halbkreises. Seine Einlassungen machen nach dem Hypatia-Biographen Edward J. Watts aber eher den Eindruck, dass Pappos in ihr eine ernstzunehmende Rivalin sah.
Früher wurde Pandrosion in der Literatur für einen Mann gehalten. Friedrich Hultsch fand zwar bei seiner Ausgabe von Pappos’ Sammlung 1878 in einem Manuskript für Pandrosion eine weibliche Form, hielt dies aber für einen Fehler und die meisten Historiker danach hinterfragten das nicht. In der Neuübersetzung von Pappos’ Buch 7 durch Alexander Raymond Jones aus dem Jahr 1986 legte Jones jedoch dar, dass es sich wahrscheinlich doch um eine Frau handelte. Hultsch hatte den Namen Πανδροσίων in Anlehnung an den im Manuskript genannten männlichen Namen Megethion zu einer ebenfalls maskulinen Form (Πανδροσίον) geändert, obwohl ein zu Pandrosion gehöriges Adjektiv (κράτιστη tüchtigste) weiblich war. Nach Jones änderte Hultsch das Geschlecht ohne ersichtlichen Grund. Als Mathematikerin kam sie noch vor Hypatia, die in der zweiten Hälfte des 4. Jahrhunderts und bis 415 lebte. Es gab etwa um die Zeit von Hypatia noch drei andere Frauen, die sich mit Philosophie und eventuell mit Mathematik befassten, Sosipatra von Pergamon und die Frau des Maximos von Ephesos gehörten einer älteren Generation an, Asklepigenia von Athen war Zeitgenossin von Hypatia und Tochter eines ihrer Philosophen-Rivalen (Plutarch von Athen). Pandrosion war möglicherweise noch eine Zeitgenossin von Hypatias Vater Theon von Alexandria. Nach Watts könnte Hypatia sie noch gekannt haben oder jedenfalls von jenen Informationen über sie erhalten haben, die sie noch kannten.
Ihre Lösung für die Kubikwurzel stand in Zusammenhang mit dem klassischen Problem der Würfelverdopplung, mit dem sich auch Pappos befasste. Sie hatte eine rekursive geometrische Methode, die aber drei Dimensionen benutzte, statt sich nur in der Ebene zu bewegen. Sie hatte nach Knorr auch eine exakte Methode zur Konstruktion des geometrischen Mittels, die einfacher als die von Pappos war.
Von ihr sind keine Werke bekannt und es wird in der antiken Literatur auch auf keines ihrer Werke Bezug genommen (außer bei Pappos), es werden weder Inhalte aus ihnen erwähnt noch irgendeiner ihrer Schüler und deren Werke. Sie scheint ähnlich wie Hypatia öffentlich Vorlesungen gehalten zu haben, wobei ihre Studenten wie bei Hypatia Männer waren.
Der Name Pandrosion ist ein Diminutiv von Pandrosos. Beide Namen sind in der Antike selten. Es gab eine legendäre Heroine Pandrosos in Athen, Tochter von Kekrops I., nach der dort der Tempel Pandroseion auf der Akropolis mit dem heiligen Olivenbaum benannt wurde. Der Name Pandroseios kommt in einem antiken afrikanischen Epigraph in Teuchiris-Arsinoe vor. Federico Commandino ließ den Namen Pandrosion in seiner lateinischen Pappos-Ausgabe ganz weg.